# Неокантіанство
Неокантіа́нство — це напрям німецької філософії другої половини XIX — початку XX століть. Виникло у 60-х роках XIX століття.
В основі неокантіанства лежить відтворення і розвиток ідеалістичних і метафізичних елементів філософії Іммануїла Канта, ігнорування її матеріалістичних та діалектичних елементів. Суть речей, явищ та процесів (за Кантом «річ в собі» або відкидається, або тлумачиться суб'єктивно-ідеалістично як «граничне поняття») пізнання розглядається як апріорне конструювання почуттів.
Неокантіанство акцентувало увагу на епістемологічній стороні вчення Канта, а також вплинуло на формування концепції етичного соціалізму. Вагомий внесок неокантіанство зробило для природничих та гуманітарних наук. Перші використовують номотетичний метод (заснований на виведенні законів), а другі — ідіографічний (заснований на описі еталонних станів). Відповідно і світ поділяли на природу (світ сущого; об'єкт природничих наук) та культуру (світ належного; об'єкт гуманітарних наук). Власне неокантіанці вивели таку філософську науку, як аксіологія.
У неокантіанстві розрізняють Марбурзьку школу, що займалась переважно логіко-методологічною проблематикою природничих наук, і Баденську школу, що приділяла увагу проблематиці цінностей і методології наук гуманітарного циклу.

## Марбурзька школа
Засновником і главою Марбурзької школи був Герман Коген. «Виправляючи» Канта, він спробував обґрунтувати ідеалізм більш послідовно, ніж кантівський, представляючи його як логічне і гносеологічне учення. Буття для Когена є категоріально мислимим; простір і час він вважав не формами плотської інтуїції, а категоріями логічного мислення. Звідси — теза про «іманентність» буття свідомості.
До представників Марбурзької школи належать Пауль Наторп та Ернст Кассірер. Відкинувши матеріалістичну тенденцію у вченні Конго, вони перейшли на позиції послідовного суб'єктивного ідеалізму. Згідно з ученням Марбурзької школи, філософія не може бути знанням про світ, вона зводиться до методології та логіки приватних наук. Заперечуючи об'єктивну дійсність, філософи Марбурзької школи прагнули ізолювати пізнання від чуттєвого змісту і розглядали його як чисто логічний процес конструювання понять.

## Баденська школа
Якщо Марбурзька школа орієнтувалася переважно на математику і математичне природознавство, то з ідеалістичною інтерпретацією історичних наук виступила Фрейбурзька (Баденська, Південно-західна) школа неокантіанства. Найбільш відомими її представниками були Вільгельм Віндельбанд і Генріх Ріккерт, які методам і поняттям природничих наук протиставили методи і поняття наук історичних, «наук про дух». У обох випадках наукові поняття тлумачаться як такі, що «спрощують» дійсність і що утворюються шляхом відбору, за телеологічним принципом, яким керує дослідник, відбираючи істотне від неістотного. Якщо в логічному вченні про два типи понять Ріккерт формально визнавав рівноправ'я «природничо-наукової» і «історичної» форм пізнання, то в онтологічній концепції він виступав як прибічник номіналізму: загальне не існує реально в бутті, дійсно лише особливе і індивідуальне.